# Казатьелло
Казатьелло (итал. casatiello) — итальянская пасхальная выпечка, достояние неаполитанской кухни. Считается, что начали его готовить в Неаполе, поэтому в названии часто фигурирует «неаполитанский»: Casatiello Napoletano. Этот несладкий пасхальный пирог готовится из дрожжевого теста, с начинкой из сыра, бекона и колбасы, украшается целыми яйцами в скорлупе (чем несколько напоминает греческий цуреки, а также португальский фолар). Название пирога происходит от слова «casa» — «сыр» в неаполитанском диалекте, что объясняется большим содержанием в пироге овечьего сыра. Тем не менее, существует и сладкая версия казатьелло.

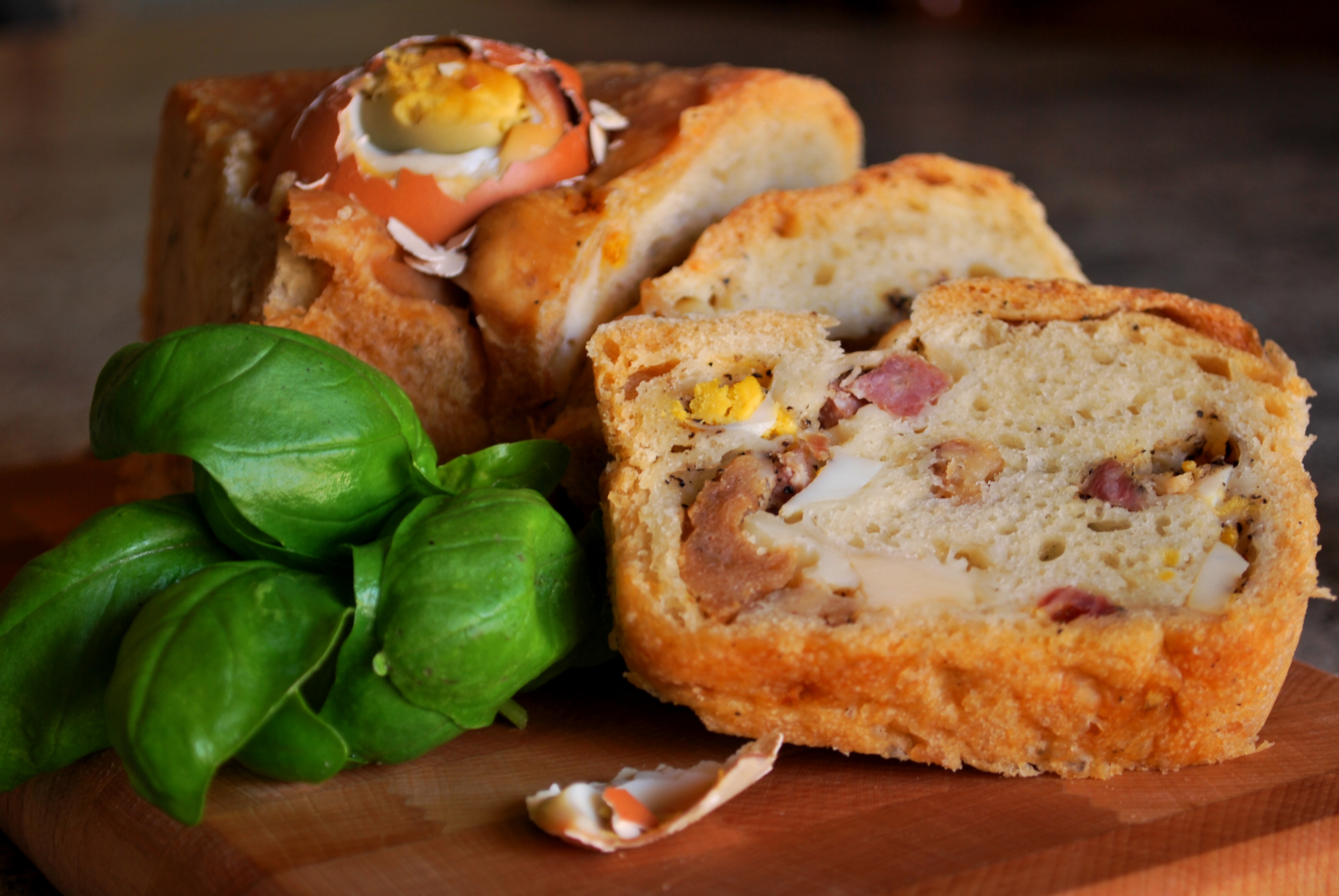
Казатьелло в разрезе

## История
Пирог известен, по крайней мере, с XVII века. Он родился как более вкусный, праздничный вариант другого, простого в приготовлении итальянского пирога — тортано. По легенде, однажды кто-то из пекарей, который готовил тортано, попробовал поместить в тесто сырые яйца вместе со скорлупой. После выпекания в печи яйца приобрели очень специфический вкус из-за смеси, в которую они были погружены. Так родился казатьелло, который сразу стал пользоваться большим спросом. В наши дни многие хозяйки предпочитают ограничиться приготовлением тортано. Но профессиональные пекари, умелые кулинары, стараются готовить на Пасху именно казатьелло. Из-за того, что приготовление этого пирога сложное и трудоёмкое, существует даже неаполитанская присказка: «I’ che casatiello!» («Как казатьелло!») — так говорят о человеке педантичном, многословном и скучном.
Форма и ингредиенты пасхального пирога казатьелло наполнены символизмом. Так, полоски теста сверху символизируют собой крест, на котором умер Иисус. Округлая, кольцевидная форма пирога — отсылка к цикличности, присущей пасхальному воскресению. Наконец, яйцо — символ воскрешения и новой жизни.
В Италии казатьелло является любимым ланчем во время выходных в Пасхальный понедельник, его часто берут на праздничный пикник. Считается, что на второй день он даже становится вкуснее.